# Crisis.nl
Crisis.nl is de officiële website van de Nederlandse overheid die ingezet wordt om tijdens (dreigende) rampen of crises te communiceren met de bevolking. De site wordt beheerd door het Nationaal Crisiscentrum (NCC). Als er geen crisis gaande is, vertoont de site een beperkte boodschap en verwijst de site naar overheidscommunicatie over voorbereiding op rampen. Als er wel een crisis gaande is kan een gemeente vragen om de site te activeren en een boodschap te plaatsen.
Naar aanleiding van het falen van de site tijdens de brand in Moerdijk op 5 januari 2011 en het aflopen van het hostingcontract is het NCC gestart met de vernieuwing van de site. 
In maart 2011 werd overwogen Crisis.nl te gebruiken voor informatievoorziening rondom de gevolgen van de kernramp van Fukushima, maar "om paniek te voorkomen" werd ervoor gekozen om voor te lichten via rijksoverheid.nl.

## Inzet
De volgende (incomplete) lijst biedt voorbeelden van het gebruik van de site bij verschillende incidenten:
| Datum           | Reden/bijzonderheden |
| --------------- | --- |
| 18 januari 2007 | Ten gevolge van de storm Kyrill met windstoten van boven 130 km/h was een groot deel van het autoverkeer ontregeld en werd het treinverkeer aan het begin van de avond gestaakt. Veel mensen strandden en er was veel schade. |
| 16 mei 2007     | Besmetting van het drinkwaternet in de omgeving van Hoofddorp met e.coli bacterie. |
| 17 januari 2008 | Ruiming van een vliegtuigbom in Blerick. |
| 9 mei 2008      | Grote brand in De Punt waarbij drie brandweermannen omkwamen. |
| 21 juli 2010    | Grote brand in Valkenswaard |
| 29 oktober 2010 | Brand in een vleeswarenfabriek in Weurt met zware rookontwikkeling. |
| 6 december 2010 | Explosie en brand in een flat in Alphen aan den Rijn. |
| 5 januari 2011  | Brand in chemische fabriek op industriegebied Moerdijk met zware rookontwikkeling richting de Drechtsteden. . |

## Problemen
De website is bedoeld om ten tijde van een ramp bereikbaar te zijn voor grote aantallen bezoekers.

### 18 januari 2007
Tijdens een zware storm op 18 januari 2007 werd crisis.nl opengesteld omdat meerdere informatiebronnen niet meer beschikbaar waren. De site werd toen overbelast door massale belangstelling.

### 5 januari 2011
Tijdens de Grote brand bij Chemie-Pack in Moerdijk was crisis.nl echter een tijd niet bereikbaar. De oorzaak was een menselijke fout.